# Route 327 (Nouvelle-Écosse)
Pour les articles homonymes, voir Route 327.
La route 327 est une route secondaire de la Nouvelle-Écosse d'orientation nord-sud située dans le nord-est de la province, sur l'île du Cap-Breton. Elle relie Sydney à Gabarus. Elle est une route faiblement empruntée, excepté sa section dans Sydney, qui est moyennement empruntée. De plus, elle mesure 47 kilomètres, et est une route asphaltée sur l'entièreté de son tracé.

## Tracé
La route 327 débute à Gabarus. Elle se dirige vers l'ouest pour 4 kilomètres, puis elle tourne vers le nord en étant une route très courbée. Elle traverse la rivière Mira, puis rejoint Dutch Brook 10 kilomètres au nord. Elle atteint ensuite Sydney River, où elle croise notamment la route 125, route de contournement de Sydney. Elle fait ensuite son entrée dans cette ville sous l'appellation d'Alexandria St., puis rejoint la route 4, principale rue de la ville, où elle se termine 2 kilomètres au sud du centre-ville de Sydney.

## Communautés traversées
1. Gabarus (1)
2. French Road (16)
3. Big Ridge South (21)
4. Big Ridge (23)
5. Marion Bridge (27)
6. Caribou Marsh (35)
7. Dutch Brook (38)
8. Sydney River (Prime Brook) (43)
9. Sydney (47)

(): km